# Padillothorax semiostrinus
Espèce
Synonymes
- Stagetillus semiostrinus (Simon, 1901)

Padillothorax semiostrinus est une espèce d'araignées aranéomorphes de la famille des Salticidae.

## Distribution
Cette espèce est endémique de Malaisie péninsulaire.

## Description
Le mâle holotype mesure 7,5 mm.

## Publication originale
- Simon, 1901 : On the Arachnida collected during the Skeat expedition to the Malay Peninsula. Proceedings of the Zoological Society of London, vol. 71, no 2, p. 45-84 (texte intégral).